# Assemblée de citoyens
Ne doit pas être confondu avec Assemblée citoyenne ou Convention citoyenne.
 (juillet 2020).
Améliorez-le ou discutez des points à vérifier. 
Une assemblée de citoyens est, usuellement, un organe constitué des citoyens d'un État pour délibérer sur une ou des questions d'importance nationale.
L'objectif est d'obtenir une source de légitimité sur la décision en la remettant entre les mains d'un échantillon représentatif de l'ensemble des citoyens, puis, le cas échéant, en la soumettant à un référendum. Les membres de l’assemblée délibèrent sur la question via une discussion rationnelle et raisonnée et en faisant appel à diverses méthodes d'enquête, telles que l'interrogatoire direct d'experts.
Pour assurer cette représentativité, la composition d'une assemblée de citoyens est déterminée par tirage au sort, formant ainsi ce que de multiples textes appellent un mini-public. Cependant, il est constaté que même s'ils sont initialement tirés au sort, la notion même de retenir que les volontaires réduit l'impartialité de la démarche.
L'utilisation des assemblées de citoyens pour prendre des décisions de cette manière est liée aux traditions de la démocratie délibérative et de la souveraineté populaire dans la théorie politique. Alors que ces traditions remontent aux origines de la démocratie athénienne antique, elles sont devenues de plus en plus pertinentes à la fois pour les théoriciens et les politiciens dans le cadre d'un tournant délibératif de la théorie démocratique. Depuis les années 1980 jusqu'au début des années 1990, ce tournant délibératif a commencé, passant du cadre théorique prédominant de la démocratie participative à la démocratie délibérative, initialement l'œuvre de Jane Mansbridge (en) et de Joseph M. Bessette.
L'idée de l’utilisation du tirage au sort à également connue un retour sur la scène politique au cours de cette période, portée par James S. Fishkin (en).
Depuis lors, des assemblées de citoyens ont été utilisées dans des pays tels que le Canada pour délibérer sur la réforme du système utilisé pour élire des personnes politiques, et l'Irlande pour conduire à une recommandation pour la dépénalisation de l'avortement.
Récemment, la plupart des assemblées de citoyens sont des initiatives de l'État. Cependant, il existe également des exemples d'assemblées de citoyens indépendantes, telles que le G1000 en Belgique ou l'initiative de 2011 We the Citizens en Irlande.
Il est à noter que la définition du terme d'assemblée citoyenne, et par extension d'assemblée de citoyens, est encore instable dans la littérature.

## Composition

### Adhésion
La participation à une assemblée de citoyens est délibérée, spécifique et essentielle à la réalisation de l'objectif de l'assemblée. Certains des composants des membres des assemblées sont décrits ci-dessous.

#### Sélection
Un élément déterminant des assemblées de citoyens, la sélection ou le tri quasi aléatoire, est utilisé pour promouvoir l' égalité et l'inclusion politiques à l'Assemblée. Contrairement aux élections, que beaucoup prétendent élitistes, le tirage au sort permet une représentation fidèle de toutes les groupes sociaux. Les tirages au sort sont devenus une alternative aux élections pour des raisons d'égalité, de rentabilité et de représentativité. Le tirage au sort doit prendre en compte les aspects d’autosélection et de surreprésentation des minorités. Le problème avec la sélection aléatoire pure est que les gens ne peuvent pas être forcés de participer, et ceux qui se retirent de la participation rendent l'assemblée de citoyens moins représentative. En raison de cette variable, le pur hasard doit être abandonné et certains quotas sur la base du sexe, de l'ethnie ou de diverses autres catégories doivent être mis en œuvre, ce qui a été appliqué dans les assemblées de citoyens dans le passé. Bien que le processus de sélection ne soit que partiellement quasi-aléatoire, certains estiment qu'il s'agit d'une meilleure option. L’utilisation du tirage au sort dans la gouvernance a une signification historique et a été mis en œuvre de manière notoire dans la démocratie athénienne et dans diverses communautés politiques en Europe pour permettre une gouvernance plus juste,,,.

#### Limites de mandat
Le roulement régulier des représentants est un élément indispensable des assemblées de citoyens: les participants aux assemblées de citoyens se mettent à disposition pour un temps limité. Cette norme est instituée pour préserver la nature représentative de l’assemblée et pour décourager les préjugés. Le roulement régulier de représentants est essentiel pour maintenir la diversité cognitive à long terme et éviter la création d’une classe d’élite ou d’une oligarchie. Quand il n'y a pas de limite de mandat, il y a une menace sérieuse que l'assemblée devienne homogène ou se tourne vers des intérêts privés, perdant de vue le bien commun.

#### Taille
La taille d'une assemblée de citoyens est conçue pour avoir un échantillon représentatif de la population en question. La taille dépendra de l’objet, des données démographiques et de la population de la communauté politique que l’assemblée vise à représenter. L'assemblée de citoyens reste de taille modeste afin de la rendre plus facile à gérer et d'améliorer le processus de délibération.

## Fonctions
La fonction et les objectifs d'une assemblée de citoyens n'ont pas de limites a priori. le but de l'assemblée de citoyens est potentiellement tout ce qui a trait au gouvernement.

### Catégories
Trois sortes d’assemblées tirées au sort peuvent exister : 
- Les assemblées temporaires, consacrées à un thème ou une question délimités, aussi appelée « Conventions citoyennes » ou « Jurys citoyens ». Ce thème peut-être, par exemple, la lutte contre le réchauffement climatique, ou la rédaction d’une Constitution.
- Les assemblées permanentes dédiée à un thème ou une fonction délimitée.
- Les assemblées permanentes à compétence générale.

### Pouvoir de proposition ou de décision
Bien que les assemblées de citoyens aient été utilisées comme méthode de gouvernement dans la démocratie grecque, les assemblées de citoyens modernes se sont simplement vu attribuer le pouvoir de proposer plutôt que le pouvoir de promulguer. Considérées comme un type d’expérience, les assemblées de citoyens fonctionnent parfois comme une sorte de référendum, au cours duquel les décisions prises au cours de l’assemblée sont communiquées au vote du Parlement ou d’un autre organe dirigeant élu, ou soumises au vote par voie de référendum.

### Procédure

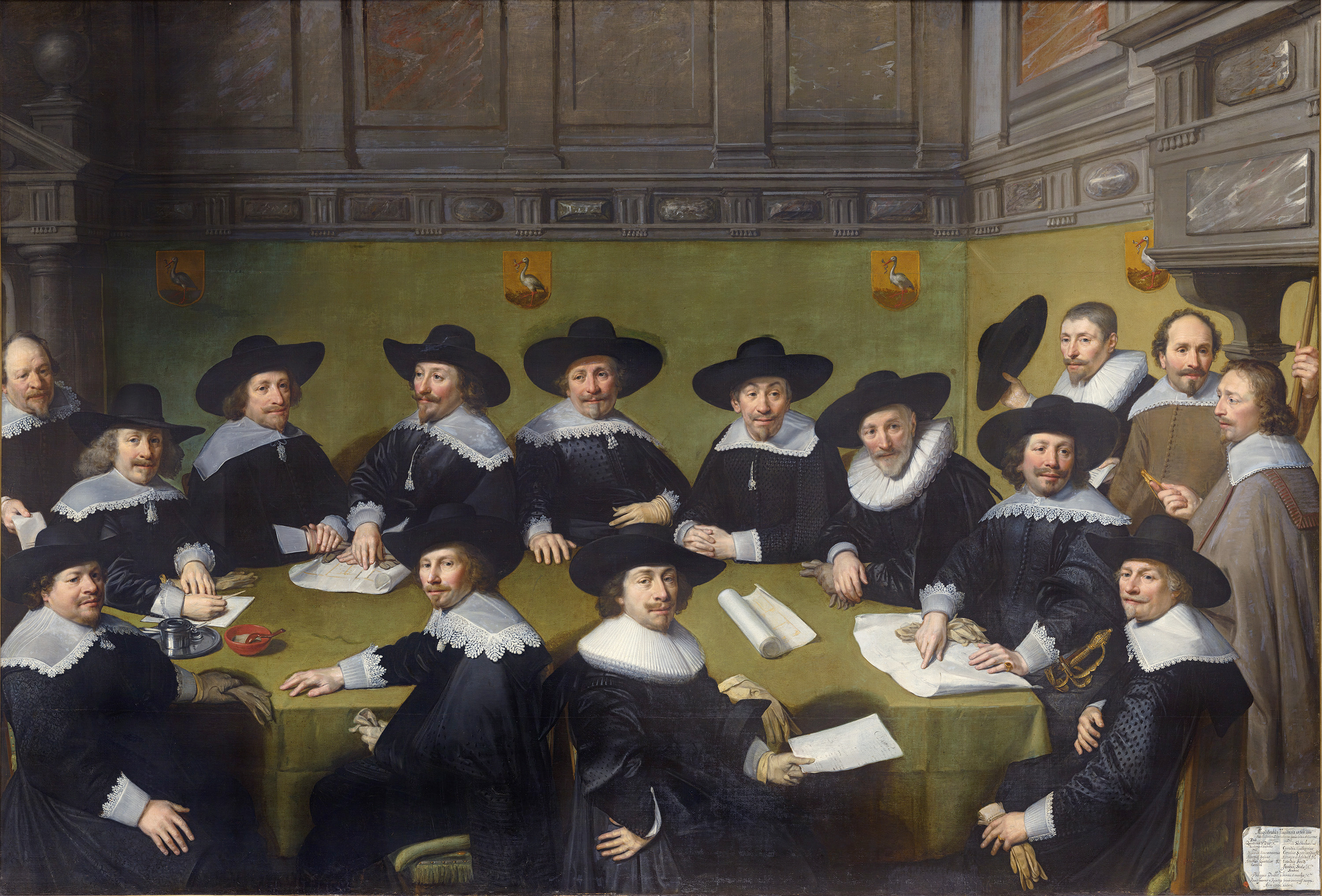
Un conseil municipal délibérant en 1636.

Un élément clé des assemblées de citoyens est son caractère délibératif. La délibération permet d’éduquer les participants, qui auparavant n’étaient peut-être pas informés de la question qui les intéresse. Les assemblées de citoyens donnent généralement accès à des experts en la matière, allant des politiciens aux analystes, en passant par les scientifiques. En incorporant les points de vue, les informations et les arguments des experts, puis en invitant les participants à participer à une discussion collaborative, les assemblées de citoyens ont pour objectif d’éduquer les personnes sélectionnées et, en définitive, de produire un vote ou un résultat représentant l’intérêt public éduqué. La délibération permet de représenter la personne ordinaire, tout en essayant d'éliminer le problème de l'ignorance ou de l'apathie, qui va généralement de pair. Des initiatives similaires, telles que les sondages délibératifs, tentent de tirer parti de ces avantages.
En outre, John Parkinson affirme que, dans les systèmes démocratiques, les délibérations ont pour objectif « de remplacer les jeux de pouvoir et les accès de colère politiques par la voix modérée de la raison ». La délibération est un processus qui concerne non seulement l'efficacité des procédures, mais aussi les conséquences épistémiques de fond. Parkinson continue en affirmant que le processus recadre la « légitimité politique » en impliquant « non seulement de bien faire les choses, mais de faire les bonnes choses ». Ce point de vue contraste avec le compte-rendu purement procédural de la légitimité, selon John Rawls, « il existe une procédure correcte ou équitable telle que le résultat soit également correct ou équitable, quelle que soit la chose, à condition que la procédure ait été suivie correctement ». Bien que la délibération soit elle-même une procédure, elle est également dictée par des raisons épistémiques et élargit ainsi la considération de la légitimité.

#### Établissement de l'agenda
L'établissement de l'agenda consiste à définir un plan pour les questions de fond sur lesquelles délibérer au sein d'une assemblée de citoyens. Dans de nombreux exemples d'assemblées de citoyens, telles que celles de la Colombie-Britannique et de l' Ontario, l'assemblée législative a établi l'ordre du jour avant la convocation des assemblées (dans les deux cas, il s'agissait d'une réforme électorale). Cependant, Robert Dahl déclare que le contrôle final sur la définition de l'agenda est une composante essentielle d'une démocratie idéale : « le corps des citoyens... devrait avoir le contrôle exclusif de déterminer quelles questions sont ou ne seront pas résolues ». Ce problème reste longtemps sans solution, car les deux agendas imposés de l'extérieur des citoyens ou d'un petit organisme en leur sein limitent le contrôle ultime du peuple sur l'agenda. Tandis que le processus de pétition étend théoriquement la possibilité de définir l'ordre du jour à tous les citoyens, la collecte de signatures est un processus difficile pour les citoyens ou même les groupes sans les ressources nécessaires. James Fishkin écrit : « L'égalité des chances est formelle et symbolique, tandis que le contrôle final effectif est exercé par ceux qui peuvent financer les cueilleurs de signatures. »

## Exemples
Les assemblées de citoyens ont été utilisées en Colombie-Britannique (2004) et en Ontario (2006) au Canada, aux Pays-Bas (2006). Les assemblées de citoyens du Canada et des Pays-Bas ont traité de la question de la réforme du système électoral. Dans chacun de ces exemples, les citoyens ont été sélectionnés par le biais d'un processus semi-aléatoire garantissant une répartition géographique et démographique uniforme des participants. La participation était volontaire, des invitations ont été envoyées au hasard aux personnes inscrites sur les listes électorales, invitant les personnes intéressées à répondre. Les participants finaux ont été choisis parmi ceux qui ont répondu de manière à assurer une représentation équitable des personnes de différents lieux et origines. Dans le cadre de leur participation à l'assemblée, les membres des assemblées canadienne et néerlandaise ont suivi un cours d'initiation à la politique électorale avant de recevoir un exposé sur des propositions de rechange en matière de réforme électorale et de délibérer sur leurs recommandations.

### Colombie-Britannique
160 personnes et un président ont participé à l'assemblée des citoyens de la Colombie-Britannique pour discuter et publier des orientations sur la réforme électorale en Colombie-Britannique.
Le processus de sélection de cette assemblée était quasi aléatoire. Un homme et une femme ont été choisis au hasard dans chacune des 79 circonscriptions électorales de la Colombie-Britannique, en plus de deux membres autochtones et du président. Ces membres ont été sélectionnés par une loterie civique assurant un équilibre entre les sexes et une représentation équitable selon le groupe d'âge et la répartition géographique de la population. Le processus de sélection comportait trois étapes: premièrement, 15 800 invitations ont été envoyées par courrier à des Britanno-Colombiens choisis au hasard, dont 200 dans chaque circonscription. Ils ont demandé s'ils étaient disposés à se faire élire pour une candidature ultérieure. Les noms sont ensuite passés par deux autres bassins de sélection.
Le processus de sélection a abouti à une assemblée peu représentative du grand public dans la mesure où les membres étaient très insatisfaits du système électoral actuel de la Colombie-Britannique dès le début, alors que des sondages auprès du public indiquaient qu'il était relativement satisfait.
Amy Lang a relevé deux similitudes entre ceux qui ont finalement été sélectionnés parmi les 160 citoyens : un intérêt pour l’apprentissage, en particulier sur le processus politique, et un engagement à le prendre une fois commencé. Elle écrit que « cela a probablement contribué à l'excellente dynamique de travail au sein de l'Assemblée ».
Soulignant l’importance de la représentativité dans le processus de sélection, Michael Pal a écrit au sujet des assemblées de citoyens de la Colombie-Britannique et de l’Ontario selon lesquelles « l’exigence d’un nombre égal de membres de chaque circonscription électorale a abouti à des assemblées ne reflétant pas la population réelle et pouvant avoir biaisé le résultat en faveur de propositions donnant la priorité à la représentation géographique ». Par conséquent, un facteur comme la géographie limitait la représentativité des assemblées finales, malgré le fait qu’il permettait un processus de sélection systématisé. L’intention générale est de faire en sorte que la structure de sélection n’influence pas de manière biaisée la délibération réelle dans l’assemblée.

#### Processus
L’assemblée a d’abord passé par une « phase d’apprentissage » de douze semaines comprenant des exposés d’experts, des discussions de groupe et un accès à une gamme de sources. Les travaux comprenaient un examen des différents systèmes électoraux utilisés dans le monde et de leurs divers effets sur le processus politique. Cela a été suivi d'une phase de consultation publique de mai à juin. Les membres de l'Assemblée ont tenu plus de 50 audiences publiques et reçu au total 1 603 communications écrites. Les membres ont délibéré sur le système électoral à recommander, puis l'assemblée a voté sur différentes options lors de trois votes séparés.

#### Résultats
Le 10 décembre, le rapport final de l'assemblée intitulé Faire en sorte que chaque vote compte : la réforme électorale en Colombie-Britannique a été présenté à l'Assemblée législative de la Colombie-Britannique par l'Assemblée. En mai 2005, les recommandations de l'assemblée ont été acceptées par 57,7 % des électeurs lors d'un référendum et ont été approuvées par une majorité dans 77 des 79 circonscriptions électorales. Cependant, le référendum nécessitait l'approbation de 60% des suffrages et une majorité simple dans 60 % des 79 districts pour être adopté. Par conséquent, aucun changement ne s'ensuit. Les recommandations ont été rejetées par 60,9 % des électeurs lors d'un référendum de suivi.

### France
La Convention citoyenne pour le climat est composée de 150 membres invités à formuler des propositions pour lutter contre le réchauffement climatique. Ses travaux, qui commencent le 4 octobre 2019, ont une durée attendue de 6 mois.

### Irlande
Après la crise financière irlandaise qui a débuté en 2008, une assemblée de citoyens figurait parmi les diverses propositions de réforme politique. Lors de l'élection générale de 2011, les manifestes des partis comprenaient des assemblées de citoyens ou des conventions pour une réforme électorale (Fine Gael) ou constitutionnelle (Fianna Fáil, Parti travailliste, Sinn Féin et le Parti vert). Le programme du gouvernement Fine Gael – Labour qui a suivi comprenait une Convention constitutionnelle composée d’un président, nommé par le Taoiseach, de 33 législateurs nommés par les partis politiques et de 67 citoyens choisis pour être démographiquement représentatifs. Il s'est réuni de 2012 à 2014 pour examiner six questions spécifiées par le gouvernement, puis deux questions choisies par lui-même. Il a publié neuf rapports, recommandant de nombreuses modifications constitutionnelles et autres modifications du droit statutaire et de la pratique législative. La réponse du gouvernement a été critiquée comme étant tiède: il a mis en œuvre un certain nombre de recommandations, en a rejeté d'autres et en a davantage renvoyé aux comités et à la fonction publique pour examen.
Le gouvernement minoritaire indépendant Fine Gael formé après les élections générales de 2016 s'est engagé à mettre en place « une assemblée de citoyens, dans un délai de six mois, sans participation des hommes politiques et avec le mandat d'examiner un nombre limité de questions clés sur une période prolongée ». L'assemblée de citoyens a été officiellement créée en juillet 2016 
L'Assemblée des citoyens, présidée par la juge de la Cour suprême, Mary Laffoy, a discuté de la question de novembre 2016 à avril 2017 avec des experts invités et les parties prenantes, a recommandé l'abrogation du texte existant et son remplacement par un mandat explicite destiné à légiférer sur l'avortement,.

### Ontario
Au total, 103 personnes ont pris part à l'assemblée des citoyens de l'Ontario. Les recommandations de l'assemblée des citoyens de l'Ontario ont été rejetées par 63 % des électeurs lors du référendum qui a suivi, ce qui signifie que le statu quo est resté.

### Pays-Bas
Organisé en 2006 et composé de 143 citoyens néerlandais choisis au hasard, le Burgerforum Kiesstelsel a été chargé d’examiner les options de réforme électorale aux Pays-Bas. Le 14 décembre 2006, le Burgerforum a présenté son rapport final à un ministre du Parti populaire sortant (VVD), recommandant des modifications du système électoral. C'est seulement en avril 2008 le gouvernement porté par la coalition au pouvoir à l'époque a exprimé son rejet des conclusions.

### Pologne
De nombreux citoyens ont jugé que, à partir de juillet 2016, l'intervention municipale à la suite des inondations était insuffisante, à Gdańsk (Pologne). Des assemblées de citoyens polonais, comprenant environ soixante résidents choisis au hasard, ont pris des décisions contraignantes pour faire face aux problèmes majeurs. Les réunions de l'assemblée des citoyens sont calmes et même décrites comme agréables à vivre. Les noms figurant sur les listes électorales de la ville ont été  sélectionnés au hasard par un ordinateur, mais le nombre de membres est rééquilibré en fonction de facteurs démographiques et géographiques, tels que le niveau d'éducation atteint, le sexe et le district, afin de représenter un échantillon représentatif de la population. Ainsi, par exemple, l’assemblée de citoyens a le même pourcentage de personnes âgées que la ville. L'assemblée de citoyens se réunit pendant plusieurs jours, entend des experts, pose des questions et délibère en petits groupes avant de prendre une décision politique contraignante.

### Initiatives indépendantes
En Belgique, le G1000 est une initiative citoyenne entièrement financée par des dons volontaires. Il a été lancé à l'été 2011 avec un sondage en ligne pour identifier les problèmes qui préoccupaient vraiment les citoyens. Plus de 5 000 suggestions ont été présentées et classées par des milliers de citoyens. Après avoir regroupé des thèmes similaires, 25 thèmes ont été proposés pour un deuxième tour de scrutin. Ensuite, une journée complète de délibération réunissant un millier de personnes sélectionnées au hasard s'est déroulée le 11 novembre 2011 à Tour & Taxis à Bruxelles. La cible de 1 000 n’a pas été atteinte, mais plus de 700 des personnes ayant répondu aux invitations ont participé. Répartis sur des tables de 10 personnes par table et après avoir été informés par des experts, les participants se sont inspirés de propositions concernant les thèmes issus du processus en ligne.
Un groupe plus restreint de citoyens, le G32, se réunira régulièrement au cours des prochains mois pour affiner ces propositions et les transformer en recommandations concrètes. Ces recommandations seront présentées au reste du pays en avril 2012,.

### Assemblées de citoyens proposées
Au Royaume-Uni, à la suite d’une série de scandales publics en 2001, une pétition a été lancée pour former un jury composé de mille personnes afin d’enquêter sur des questions relatives à la propriété des médias, au secteur financier, aux sélections de députés, à la responsabilité et à d’autres sujets.
Toujours au Royaume-Uni, en 2018, le mouvement Extinction Rebellion a demandé à une assemblée de citoyens de superviser les changements en vue d'une décarbonisation rapide de l'économie.
En 2019, la crise actuelle du Brexit au Royaume-Uni a renouvelé les propositions relatives aux assemblées de citoyens. En tant que méthode permettant de sortir de l'impasse parlementaire sur la question, les assemblées de citoyens constituent un nouveau forum pour aborder la situation. Neal Lawson, président du groupe de pression Compass, a proposé des assemblées de citoyens composées de cinq-cents citoyens choisis au hasard qui délibéreraient sur le retrait de l'Union européenne pendant plusieurs mois.

## Enjeux

### Enjeu démocratique
Il y a aujourd’hui un réel enjeu qui est celui de susciter l’intérêt de la population dans la participation à la démocratie institutionnelle. Les principales causes de désintérêt sont le manque de temps et la sensation d’illégitimité. Pour lutter contre cette auto-censure, plusieurs dynamiques collectives et citoyennes se construisent autour de ce que l’on peut appeler la démocratie d’interpellation. Cette démocratie concerne tous les organismes à l’origine d’assemblées citoyennes autogérées.

### Enjeu au niveau des territoires
Au niveau des collectivités et des mairies, ces assemblées permettent d’obtenir l’avis de leurs administrés pour la réalisation de projets, afin de déterminer le projet le plus important à leurs yeux, en se basant sur leur expertise d’usage.

### Enjeu politique
Au sein de la législation française, rien n’oblige nécessairement de mettre en place ces assemblées ou de prendre en compte les résultats de ces dernières. Elles ne sont d’ailleurs bien souvent uniquement mises en place à la suite d'un intérêt politique fort.

## Avantages
Les principaux partisans des assemblées de citoyens estiment que les assemblées franchissent avec succès les frontières de la démocratie directe en remplissant deux des trois exigences générales de la démocratie directe, à savoir la représentation de masse, la délibération et l'équité. Il permet une délibération ouverte et publique sur la future législation, même si elle se déroule au sein d’un groupe restreint mais véritablement représentatif de citoyens ; et il permet la ratification ou l'approbation de la législation par l'ensemble de l'électorat. Les valeurs démocratiques et des résultats supérieurs sont également des avantages potentiels supplémentaires de ces institutions.

### Un système représentatif et inclusif
Les tirages au sort d'assemblées ont été explorées comme alternative aux élections pour plusieurs raisons, à savoir que cela permet une représentation plus précise et une plus grande inclusivité. On pense qu'un groupe de personnes choisies au hasard incarnent « l'électeur médian ». Parallèlement au processus de délibération, qui implique l'éducation des participants, les citoyens des assemblées sont censés être un échantillon des personnes instruites. personne commune. sélection au sort sape l’aspect élitiste des élections. Pour être élu, on a généralement besoin de certains privilèges, tels que l'accès à l'éducation, à l'argent, etc. Les élections ont pour but de créer une classe de personnes qualifiées, mieux à même de gouverner. Bien que les législateurs élus aient généralement plus d'expérience ou de compétence en matière de gouvernement, ils ont également tendance à représenter un petit échantillon de la population. Les démocraties représentatives ont été critiquées pour ne pas être représentatives du tout. Le manque de représentation des femmes et des minorités au Congrès, malgré leur composition démographique, est souvent cité en exemple. L'argent, en particulier, jouerait un rôle considérable dans l'issue des élections. Des savants comme Lawrence Lessig ont soutenu que les élections étaient dominées par l'argent et la richesse, citant des exemples tels que Citizens United v. Federal Election Commission. Lorsque la sélection aléatoire est utilisée parallèlement à l'analyse statistique, une représentation précise du public peut être obtenue quels que soient la richesse, les privilèges, la sexualité, le sexe ou la race. processus de sélection des assemblées de citoyens n'étant que quasi aléatoire, en raison de l'auto-sélection et des quotas de minorités, le manque de représentation des minorités est également corrigé, ce qui, selon leurs partisans, explique l'exclusion potentielle des communautés marginalisées.

### Diversité cognitive
En faisant appel au tirage au sort, les assemblées de citoyens permettent une diversité cognitive accrue, apportant ainsi une diversité de méthodes de résolution de problèmes ou de manières de voir et d'interpréter le monde. Cela permet une approche faisant appel à des points diversifiés et d 'une manière qui reflète la diversité de la population contrairement aux représentants élus, qui font appel généralement par des méthodes uniformes de résolution de problèmes. Dans un environnement cognitivement diversifié, les personnes présentes ne sont pas les agents les plus performants ni les plus qualifiés, ce qui fait souvent l'objet de critiques des assemblées de citoyens,. Malgré cette préoccupation, des études ont été publiées, selon lesquelles des groupes cognitivement diversifiés produisent de meilleurs résultats que des groupes cognitivement homogènes. Une étude menée par Lu Hong et Scott Page affirme que la diversité cognitive est un élément important de la résolution efficace des problèmes. Ils ont découvert dans leurs recherches que, lorsqu'ils ont sélectionné deux équipes de résolution de problèmes parmi une population diversifiée d'agents intelligents, l'équipe d'agents sélectionnés au hasard a surperformé l'équipe « d'agents les plus performants »,. La délibération au sein d'un groupe diversifié peut produire de meilleurs résultats puisque des perspectives et interprétations uniques améliorent généralement l'analyse d'un problème,. Ces résultats démontrent que lors de la sélection de groupes de résolution de problèmes, il peut être plus important de maximiser la diversité cognitive par rapport à la compétence individuelle. Par exemple, Helene Landemore fait valoir que la sélection aléatoire de représentants plutôt que celle d'élections entraîne une efficacité, une diversité et une inclusivité accrues. Le célèbre John Stuart Mill célèbre a fait valoir qu'une assemblée de gouvernement devrait être un « échantillon équitable de tous les degrés de l' intelligence du peuple » sur « une sélection des plus grands esprits politiques. »

### Délibération
Les avantages de la délibération ont été explorés en tant que forme supérieure de démocratie. Des initiatives telles que le vote délibératif ou plus largement la démocratie délibérative visent à exploiter les avantages de la délibération afin de mieux comprendre et résoudre les problèmes importants,. Les assemblées de citoyens se veulent un véritable forum public de délibération dans lequel les participants ne peuvent être facilement capturés par un intérêt particulier,. Des universitaires comme James Fishkin, qui a dirigé les sondages délibératifs, affirment que les délibérations favorisent une meilleure résolution des problèmes en éduquant et en engageant activement les participants,,. On pense que la délibération élimine en outre la faction en mettant l'accent sur la résolution de la partisanerie,. En outre, d’autres citoyens qui n’ont pas été choisis pour faire partie de ces assemblées ont eu tendance à percevoir ceux qui ont été choisis à la fois comme experts techniques dans le domaine et comme groupe de citoyens « ordinaires » comme eux. Comme en Colombie-Britannique, ces caractéristiques ont incité les électeurs à se familiariser avec les actions et les objectifs de l'assemblée du citoyen elle-même.

### Intérêt commun
Les assemblées de citoyens empêchent les élus de prendre certains types de décisions. La réforme électorale, la répartition des circonscriptions électorales, la loi sur le financement des campagnes électorales et la réglementation du discours politique ne sont pas bien gérées par les politiciens intéressés. Les assemblées permettent aux gens de décider quoi faire sur une question spécifique où les politiciens ont des intérêts personnels et ne peuvent pas faire confiance à eux pour décider sans passion : le choix des règles électorales selon lesquelles ils seraient eux-mêmes en concurrence,. Selon des défenseurs tels que James Fearon, une autre force des modèles démocratiques délibératifs est qu’ils tendent, plus que tout autre, à générer des conditions idéales d’impartialité, de rationalité et de connaissance des faits pertinents. Plus ces conditions sont remplies, plus grande est la probabilité que les décisions prises soient moralement correctes. La démocratie délibérative a donc une valeur épistémique : elle permet aux participants de déduire ce qui est moralement correct. Ce point de vue a été largement défendu par Carlos Nino.

### Lutte contre la corruption
Plusieurs experts estiment que la sélection par tri exclut la probabilité d'une surreprésentation des « intérêts particuliers », qu'il s'agisse de problèmes commerciaux, liés au travail ou sociaux,. Il était donc crédible de penser que ce groupe serait en mesure d’examiner les questions spécifiques qui lui sont présentées de manière raisonnablement neutre et représentative. En raison des limites de mandat et de la nature imprévisible des participants, la corruption devient moins probable.

## Critiques

### Incompétence de l'individu commun
Une critique centrale du modèle d'assemblée de citoyens et de la sélection aléatoire plus généralement est que les membres de l'assemblée sont incompétents en matière de gouvernement. Certains prétendent que le « citoyen moyen » d'un pays n'est pas équipé pour diriger, d'autant plus qu'il serait doté d'une intelligence et d'une compétence moyennes. Bien que la diversité cognitive et les délibérations permettent une meilleure résolution des problèmes, certains avancent que la résolution des problèmes n’est pas tout ce qu’il ya en politique et c’est là que l’assemblée des citoyens échoue. L'arbitrage et le compromis entre des intérêts opposés et des valeurs incommensurables font également partie des tâches des représentants.

### Documents d'information des participants
Certains critiques diraient qu'il est difficile de s'assurer que le matériel d'information fourni aux participants est équilibré et précis. Il est suggéré de constituer un comité consultatif composé d'un large éventail de personnes; Cependant, il peut être difficile d'obtenir un comité consultatif équilibré au départ. En ce sens, cela laisse place à une présentation biaisée et/ou incomplète de l’information.

### Frais
Les assemblées de citoyens nécessitent du temps, de l’énergie et de l’argent public. Entre les trois étapes ou plus du processus de sélection, la séquence délibérative proprement dite, puis la prise de décision, les assemblées de citoyens peuvent prendre des années de préparation avant de se concrétiser. Outre le temps considérable nécessaire à la tenue d'une assemblée de citoyens, il faut également financer le lieu de la réunion, trouver des experts volontaires et indemniser les participants.

### Responsabililté
Certains auteurs ont relevé que l'assemblée des citoyens n'est pas exposée au mécanisme classique de responsabilité du système électoral: les élus sont soit réélus soit démis. La politiste Hélène Landemore propose que les lois et résolutions issues des assemblées citoyennes soit soumises à réferendum lorsqu’une pétition ayant obtenu un nombre déterminé de voix le demande. Cet instrument instaure une nouvelle forme de responsabilité des assemblées devant l’ensemble des citoyens.

### Déstabilisation systémique
Selon Mark E. Warren et John Gastil, dans le cas d'une assemblée de citoyens de la Colombie-Britannique, d'autres citoyens de la Colombie-Britannique auraient dû être en mesure de « le traiter comme un fiduciaire facilitateur (mandataire de confiance en informations et décisions) ». Les citoyens participants deviennent essentiellement des experts informels dans les domaines abordés à l’assemblée, ce qui leur permet d’agir comme un prolongement du grand public. Cependant, l’insertion de l’assemblée des citoyens a éloigné une grande partie de l’importance décisionnelle antérieure des partis politiques tels que le Parti vert.
L’introduction de nouveaux modèles de délibération a pu avoir pour effet de saper la confiance en la délibération dans laquelle les partis et les groupes de défense des droits de l’homme de la Colombie-Britannique avaient beaucoup investi pour gagner. Jane Mansbridge reconnaît que cette déstabilisation pourrait constituer un choc nécessaire pour un système démocratique, mais pourrait aussi « saper les fonctions épistémiques, éthiques et démocratiques de l'ensemble ».

### Polarisation de groupe
Une autre préoccupation qui est plus largement liée à la délibération et qui a donc été appliquée aux institutions démocratiques délibérantes telles que les assemblées de citoyens est celle de la polarisation des groupes. Le concept est attribué à Cass Sunstein, qui a écrit : « On observe de façon très systématique que la délibération a tendance à déplacer les groupes et les individus qui les composent vers un point plus extrême dans la direction indiquée par leurs propres jugements de pré-délibération. » James Fishkin a répondu qu'il s'agissait d'un problème de structure pour les institutions démocratiques délibérantes. Des ressources telles que des documents d’information et des témoignages d’experts ont pour but de fournir une vision équilibrée de la ou des questions à débattre, et les délibérations en petits groupes, en particulier lors du vote final au scrutin secret, sont destinées à empêcher la comparaison sociale.

#### Représentativité
Les assemblées de citoyens demandent aux personnes échantillonnées au hasard de se réunir en un seul endroit pour discuter du ou des problèmes ciblés. Ces événements durent généralement un à trois jours, tandis que les délibérations en ligne peuvent prendre de quatre à cinq semaines. Même si on fait appel à un échantillonnage aléatoire scientifique et que chaque personne a une chance égale d'être sélectionnée, toutes les personnes sélectionnées n'auront pas le temps et l'intérêt de participer à ces événements.
Dans le monde réel, la participation est faible et hautement sélective, et il peut y avoir des biais d'autosélection. Dans le cas du projet « L'Europe dans une pièce » de Fishkin, seules 300 personnes interrogées sur 869 ont répondu à l'invitation de participer à de véritables réunions de délibération. Ce qui est plus important, c’est que ceux qui ont assisté et ceux qui n’ont pas assisté différaient de manière significative ainsi que certains groupes de la société, sont nettement plus susceptibles d’assister aux réunions publiques que d’autres. En général, ceux qui participent ont tendance à être ceux qui sont très motivés et ont une opinion. Cela pourrait être problématique car la dynamique de groupe et la personnalité des participants peuvent jouer un rôle important dans la production de résultats différents des discussions,.

#### Taille des assemblées et chances de participer
La chance d'être sélectionné pour une assemblée est très faible. Lorsque les gens sont appelés à voter, ils ont la possibilité d'interagir avec le gouvernement et avec la loi, ce qui est intéressant et engageant. Les élections et le vote constituent un moment important de l'exercice de la souveraineté, même si le vote ne fait guère de différence. L'élimination des élections sape le processus de consultation qui permet à chacun de se sentir impliqué dans une démocratie représentative.
James Fishkin insiste sur le fait que les assemblées citoyennes ne tiennent pas compte de la délibération de masse dans l'identification d'un trilemme entre les idées d'égalité politique, de délibération et de participation. Dans un dispositif de ce type, l’égalité politique est atteinte par un processus de sélection aléatoire et en principe représentatif, ainsi que dans les actions menées par l'assemblée. Toutefois, comme le corps ne se compose que d’un sous-ensemble de la population choisi au hasard, il ne s'agit pas là l’objectif de la participation à grande échelle.
La tentative de Fishkin de résoudre le trilemme ainsi posé consiste à penser au-delà de ces microcosmes délibératifs, et à envisager un processus de délibération à l'échelle d'une société tout entière, constituant alors un macrocosme délibératif. Il considère les assemblées citoyennes comme des expériences permettant de conceptualiser plus tard la mise en œuvre de la délibération à une macro-échelle.